# 白馬鎮 (北流市)
白馬鎮（はくばちん）とは、中華人民共和国広西チワン族自治区玉林市北流市にある鎮である。

## 地理
- 面積78㎢
- 人口:約4万500人
- 人口密度:519人/㎢。

### 行政区画
- 黄金村、睦雍村、東塘村、垌尾村、茶新村、白馬村、黄龍村、金頭村、根垌村。[1]

## 農業
耕地面積は、約1.7平方キロメートルでレイシ、リュウガン、マンゴーなどの果物が盛ん。
約1.2平方キロメートルは、稲作に使用されている。
約1.2平方キロメートルは、サツマイモ、ジャガイモ、トウモロコシ、大豆、アスパラガス、ピーマン、トマト、キャベツなどに使用されている。